# Ophtalmibidion auba
Ophtalmibidion auba är en skalbaggsart som beskrevs av Martins och Maria Helena M. Galileo 1999. Ophtalmibidion auba ingår i släktet Ophtalmibidion och familjen långhorningar. Inga underarter finns listade i Catalogue of Life.